# Lothar Koch
Scènes principales
Festival de Salzbourg 
Philharmonie de Berlin
Lothar Koch est un hautboïste allemand né le 1er juillet 1935 à Velbert et mort le 16 mars 2003 à Salzbourg.

## Biographie
Lothar Koch naît le 1er juillet 1935 à Velbert, ville allemande de Rhénanie-du-Nord-Westphalie. Il étudie à la Folkwang Universität d'Essen et commence sa carrière en qualité de hautbois solo de l'orchestre philharmonique de Fribourg-en-Brisgau dans le  Bade-Wurtemberg. 
En 1957, il est nommé hautbois solo de l'Orchestre philharmonique de Berlin sous la direction d'Herbert von Karajan. En 1961, Il fonde avec d'autres solistes de l'orchestre les Philharmonischen Solisten Berlin. La même année, il commence à enseigner au Conservatoire Stern devenu l'Université des arts de Berlin et, en plus de la musique de chambre et des classes de maître, il enseigne à l'Académie d'orchestre de l'Orchestre philharmonique de Berlin, fondée en 1972. En 1978, il fonde le Bläserensemble der Berliner Philharmoniker avec lequel il se produit souvent au Festival de Salzbourg et à la Philharmonie de Berlin. En 1990, il accepte un poste de professeur invité au Mozarteum de Salzbourg où, en 1991, il est nommé professeur titulaire de hautbois. Jusqu'en 1996, il enseigne en tant que conférencier à l'Académie internationale d'été du Mozarteum de Salzbourg. 
Il entreprend des tournées de concerts dans le monde entier en tant que hautbois solo et avec des ensembles de musique de chambre. Il enregistre de nombreuses œuvres, dont les concertos pour hautbois de Wolfgang Amadeus Mozart et Richard Strauss et des œuvres de Hans-Jürgen von Bose. 
Il est considéré comme un musicien de classe internationale en raison de sa sonorité instrumentale et très apprécié au sein de l'Orchestre philharmonique de Berlin pour sa précision rythmique. Considéré comme l'un des plus grands hautboïstes de sa génération, il est décrit par la critique comme l'un des plus grands musiciens des cent-cinquante dernières années.
Lothar Koch meurt le 16 mars 2003 à Salzbourg des suites d'une longue maladie.